# Alleanza Democratica (Portogallo 1979)
L'Alleanza Democratica (in portoghese Aliança Democrática; AD) è stata una coalizione elettorale di centro-destra fondata il 5 luglio 1979 dal Partito Socialdemocratico (PPD/PSD), dal CDS - Partito Popolare (CDS-PP) e dal Partito Popolare Monarchico (PPM).
La coalizione aveva come forza trainante il leader storico del PSD, Francisco Sá Carneiro, insieme al leader del CDS Diogo Freitas do Amaral e al leader del PPM Gonçalo Ribeiro Telles. Ne faceva parte anche il Movimento dei Riformatori, creato nell'aprile 1979 e composto da un gruppo di dissidenti dell'ala destra del Partito Socialista (PS) delusi dal precedente governo di Mário Soares, tra cui José Medeiros Ferreira (che in seguito entrò nel PS), António Barreto (che continuò come indipendente allineato con il centro e il centro-destra) e Francisco Sousa Tavares (che in seguito entrò nel PSD).
Il nome dell'alleanza è stato ripreso da un'analoga alleanza formata dagli stessi partiti nel 2023.

## Storia
Grazie alla vittoria alle elezioni legislative del 1980, AD fu invitata a formare un governo, che entrò in carica il 3 gennaio 1980, guidato da Francisco Sá Carneiro. Tuttavia, questo primo governo cadde a causa della morte del Primo Ministro in un incidente aereo, ancora poco chiaro, la notte del 4 dicembre 1980.
Successivamente, l'AD fu invitato a formare altri due governi, che sarebbero stati guidati fino al 1983 da Francisco Pinto Balsemão, che sostituì Sá Carneiro alla guida del PSD.

### Tentativi di riarticolazione
Nel 1982 la coalizione era già in grave crisi e alla fine si disintegrò. I partiti che avevano precedentemente formato l'AD hanno preso strade diverse alle elezioni legislative del 1983, vinte dal Partito Socialista.
Più recentemente, alla fine degli anni '90, si è tentato di ricreare l'AD, con solo il PSD e il CDS; il progetto è però fallito a causa dei disaccordi tra i leader dei due partiti, Marcelo Rebelo de Sousa e Paulo Portas.
La coalizione è stata poi rifondata nel 2023.

## Risultati elettorali
| Anno | Voti      | %          | Seggi   | +/- | Leader                |
| ---- | --------- | ---------- | ------- | --- | --------------------- |
| 1979 | 2.719.208 | 45,26 (#1) | 128/250 | 13  | Francisco Sá Carneiro |
| 1980 | 2.868.076 | 47,59 (#1) | 135/250 | 6   | Francisco Sá Carneiro |